# Großbottwar
Großbottwar település Németországban, azon belül Baden-Württembergben. Lakosainak száma 8591 fő (2023. december 31.).

## Népesség
A település népessége az elmúlt években az alábbi módon változott:
| Lakosok száma | 4759 | 5456 | 6208 | 6763 | 7128 | 7617 | 8020 | 8328 | 8189 | 8591 |
|               | 1961 | 1967 | 1974 | 1980 | 1987 | 1993 | 2000 | 2006 | 2013 | 2023 |